# Illugi Hallkelsson
Illugi svarti Hallkelsson (apodado el Negro, n. 932) fue un caudillo vikingo de Hallkelsstaðir, Gilsbakki, Mýrasýsla en Islandia. Era hijo de Hallkell Hrósskelsson y goði del clan familiar de los Gilsbekkingar; a la vista de su presencia en diversas sagas nórdicas un personaje muy influyente en la Mancomunidad Islandesa. Se casó con Ingibjörg Ásbjörnsdóttir (n. 942) y tuvo cuatro hijos, Hermundur Illugason, Gunnlaugr Ormstunga, Ketill (n. 986) y Kolfinna (n. 988). Según la saga Eyrbyggja, tuvo diferencias importantes con Þorgrímur Kjallaksson por la dote de su esposa Ingibjörg y que precisó la intervención de Snorri Goði como mediador.
Como personaje histórico aparece en la saga de Egil Skallagrímson, saga de Gunnlaugs ormstungu, saga Harðar ok Hólmverja, saga de Laxdœla, saga Vatnsdœla y saga Heiðarvíga.